# Wirtschaftsförderungsinstitut

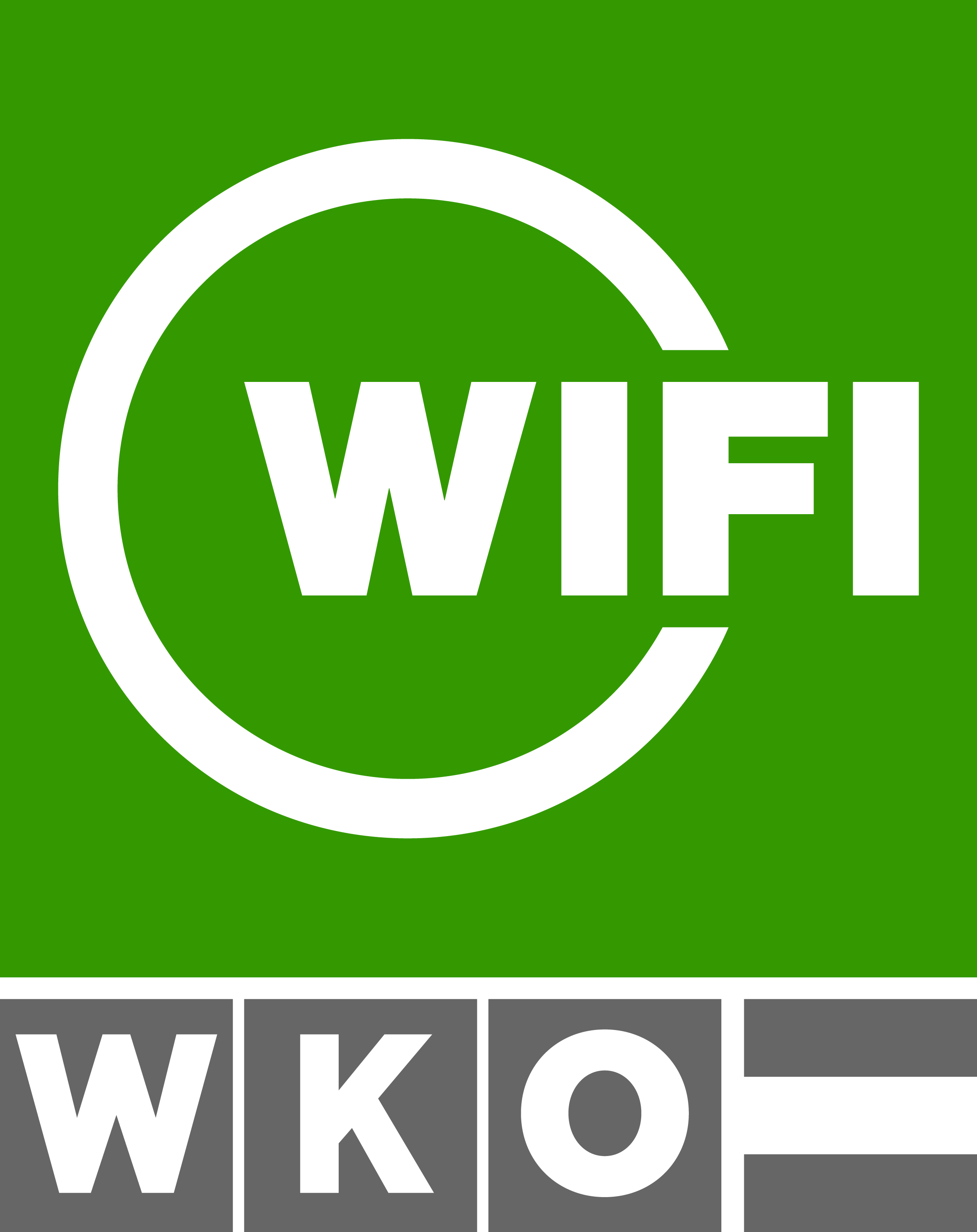
Das Logo

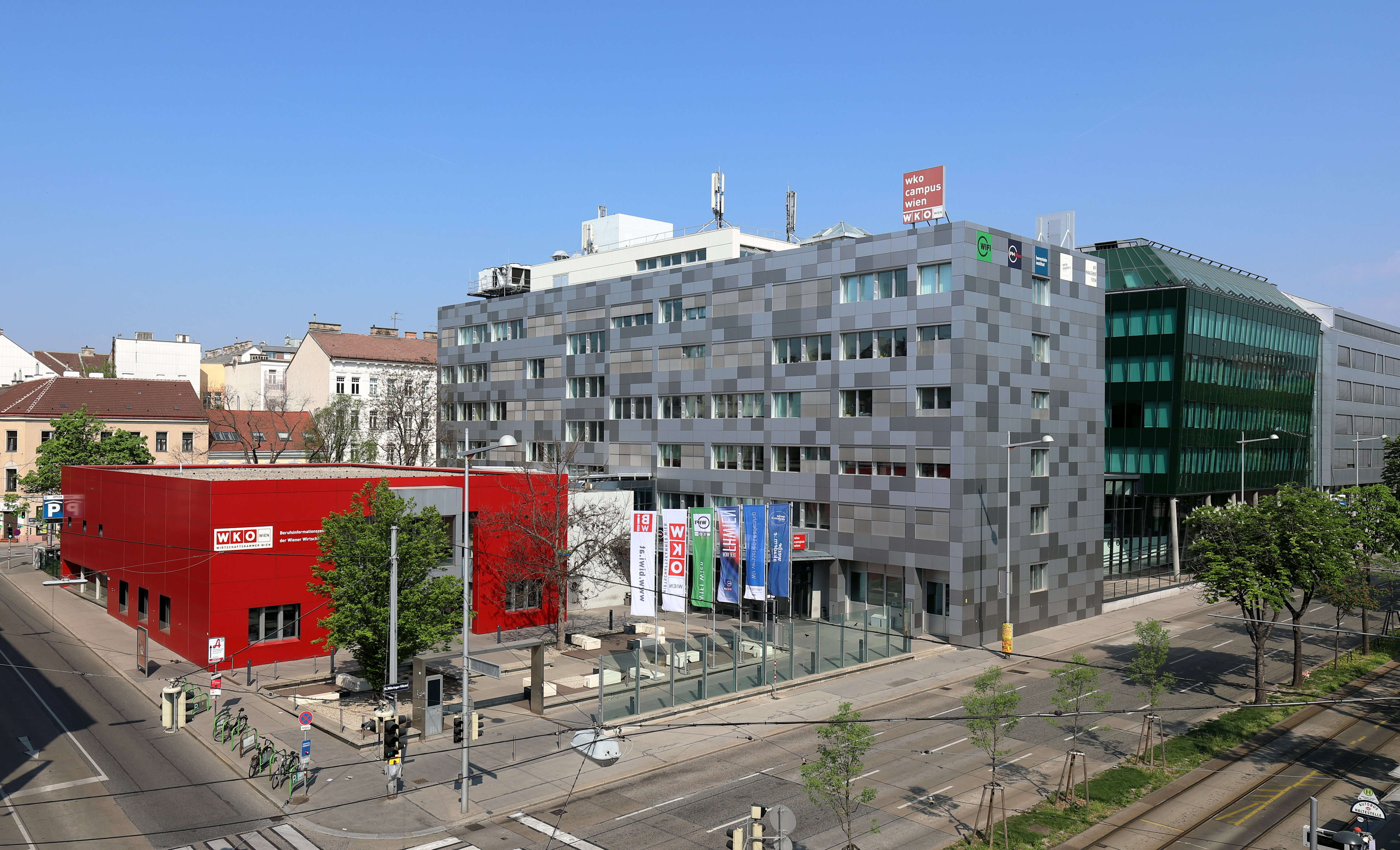
WIFI Wien am WKO-Campus

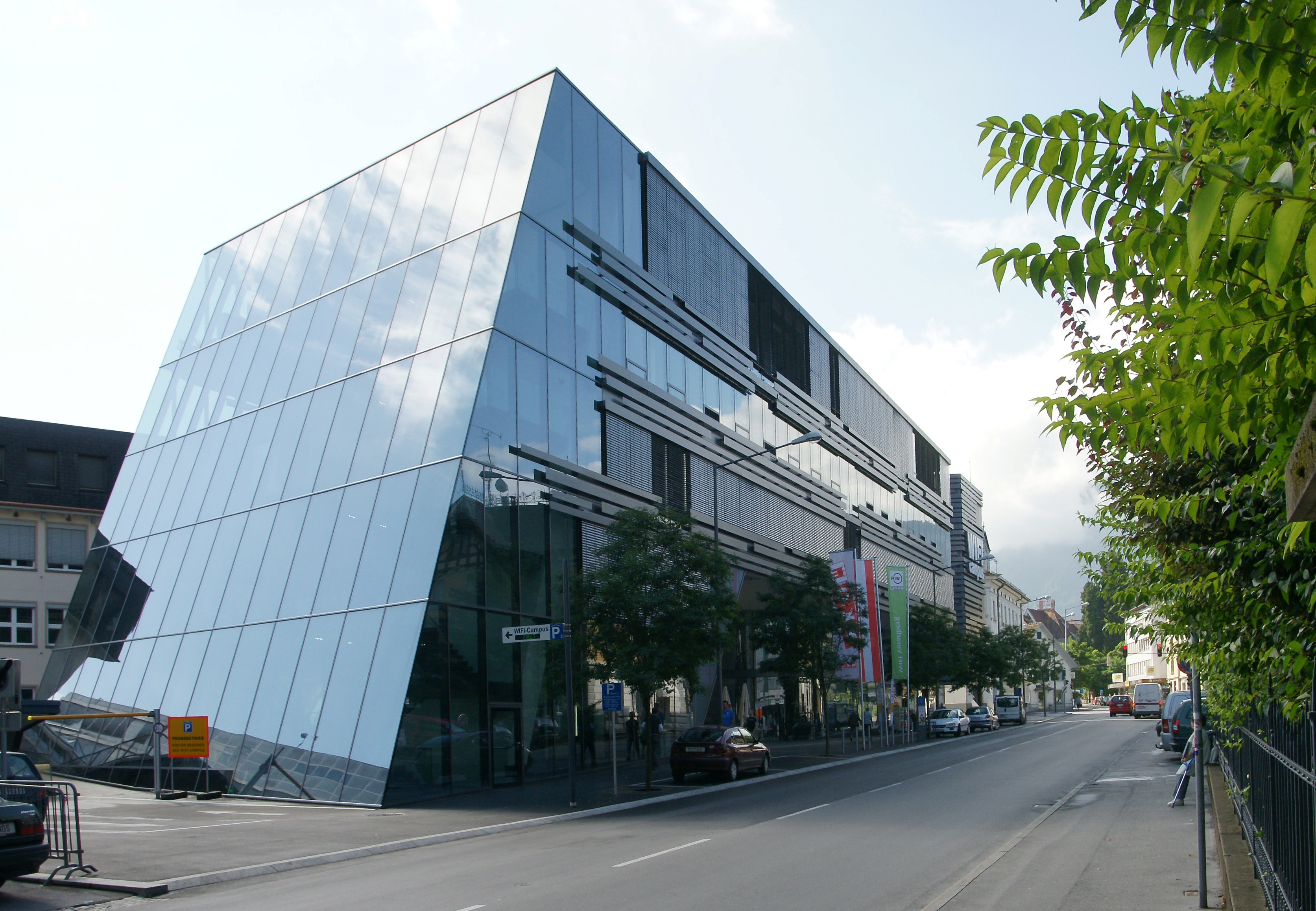
Campus in Dornbirn von Caramel architekten

Das Wirtschaftsförderungsinstitut (WIFI) ist eine österreichische Organisation der beruflichen Erwachsenenbildung. Pro Jahr werden über 30.000 Kurse von rund 350.000 Teilnehmern besucht. 12.000 Trainer kommen direkt aus der beruflichen Praxis.
Die WIFIs sind Teil der Landeskammern der WKÖ und in allen Bundesländern mit 9 Landesorganisationen und 80 Geschäftsstellen präsent. 
Seit 2019 ist Tatjana Baborek Institutsleiterin. Seit November 2015 ist Markus Raml Kurator des WIFI Österreich.

## Geschichte

### Institutionalisierung nach 1945
Auf Betreiben des damaligen Staatssekretärs Julius Raab erfolgte bereits im Jahr 1945 die Schaffung der Kammer für Handel, Gewerbe, Industrie, Geld- und Kreditwesen. Wenige Wochen später wurden die Wirtschaftsförderungsinstitute ins Leben gerufen. Mit ihnen konnte die Gewerbeförderung in Österreich institutionalisiert werden. Am 8. Oktober 1945 kam es zur Eröffnung des ersten Kurses für Kaufmannsgehilfen. Im Laufe der folgenden Monate konnte der Schulungsbetrieb nach und nach auch auf andere Berufsfelder ausgeweitet werden.
Das Handelskammergesetz wurde vom österreichischen Nationalrat am 24. Juli 1946 verabschiedet und stellte die Wirtschaftsförderungsinstitute auf eine gesetzliche Grundlage. Am 8. und 9. Oktober fand die erste Institutsleiterkonferenz statt.

### Kultur- und Bildungsauftrag des WIFI
Der Aufgabenbereich der Wirtschaftsförderungsinstitute wurde im § 30 des Wirtschaftskammergesetzes gemäß der nachstehenden Aufzählung geregelt:
1. Aus- und Weiterbildung,
2. allgemeine, technische und betriebswirtschaftliche Wirtschaftsförderung,
3. Messen, Ausstellungen, Musterschauen und
4. allfällige Bildungsmaßnahmen im Ausland.

Die Wirtschaftsförderungsinstitute sind also nicht nur auf die berufliche Aus- und Weiterbildung beschränkt, sondern haben einen breiten Kultur- und Bildungsauftrag zu erfüllen. Der beruflichen Bildung kommt aber die größte Bedeutung zu.
Über viele Jahre war das Messe- und Ausstellungswesen ein wichtiges Service-Angebot des WIFI. Seit 2000 ist der Messebereich in der Außenwirtschaftsorganisation AWO der Wirtschaftskammer angesiedelt.

### Meilensteine

Werbesujet des WIFI von 1950

Werbesujet des WIFI von 1961

Werbesujet des WIFI von 1971

Werbesujet des WIFI von 1979

Werbesujet des WIFI von 1984

1946 begann das Wirtschaftsförderungsinstitut (WIFI) mit dem Auf- und Ausbau von Angeboten für das Gewerbe. Bereits 1948 bis 2000 unterstützte das Messereferat des WIFI heimische Betriebe im Ausland. 1970 startete das WIFI mit den sogenannten „Train the Trainer“-Ausbildungen, um Fachkräfte für die Ausbildung anderer zu qualifizieren. Fünf Jahre später, 1975, begann das WIFI, Trainings direkt in Unternehmen anzubieten und so das Angebot vor Ort weiter auszubauen.
1990 wurde das WIFI Internationale Know-how-Transfer (IKT) gegründet, um international tätig zu werden und Wissen zu transferieren. 1991 folgte die Gründung der ersten Fachakademie. Im Jahr 1995 wurden die WIFI-Kurse erstmals in sieben Geschäftsfelder gebündelt, darunter Management/Unternehmensführung, Persönlichkeit, Sprachen, Betriebswirtschaft, EDV/Informatik, Technik und Branchen. Zwei Jahre später, 1996, wurde das WIFI Management Forum gegründet, das eine Plattform für den Austausch von Führungskompetenzen bietet. 1998 entwickelte das WIFI sein erstes E-Learning-Angebot, um modernen Lernmethoden Rechnung zu tragen.
Der Beginn des neuen Jahrtausends brachte einen weiteren Meilenstein, als 2000 der erste universitäre Lehrgang am WIFI ins Leben gerufen wurde. Ab 2002 begann das WIFI auch im Bereich Unternehmerservice zu beraten und betreut seither jährlich rund 15.000 heimische Betriebe. Bis zur Kammerreform 2000 führten WIFI-Experten zudem selbst Beratungen durch.
Im Jahr 2003 starteten die ersten WIFI-Lehrgänge mit MBA-Abschlüssen in Zusammenarbeit mit der M/O/T School der Alpen-Adria-Universität Klagenfurt. Zusätzlich gründete das WIFI acht Niederlassungen in Osteuropa und WIFI-Unternehmerakademien in Oberösterreich, Niederösterreich und Tirol. Ab 2006 wurden über 300 Trainer als eCoachs ausgebildet, um den modernen Anforderungen an digitale Weiterbildung gerecht zu werden. 2009 wurden die Osteuropa-Aktivitäten in der WIFI International GmbH gebündelt. Bis 2010 waren österreichweit rund 12.000 Trainer für das WIFI im Einsatz.
Im Jahr 2011 begann das WIFI eine Zusammenarbeit mit Tomáš Zdechovský und Commservis.com in der Tschechische Republik, was zur Gründung der WIFI Tschechische Republik führte. 2014 startete die WIFI gemeinsam mit der FHWien der WKW die Berufsakademie, die durchlässige Bildungswege vom Beginn einer Lehre bis zum Masterabschluss ermöglicht. 2019 feierte die Berufsakademie ihren 1000. Absolventen.

## Die Marke WIFI
Die Marke WIFI wurde durch einen einheitlichen, länderübergreifenden Werbeauftritt ab den 1970er Jahren aufgebaut. Die Werbung in TV-Spots, Anzeigen und Direct Mailings bediente sich stets der Farbe Grün.
Im WIFI-Kursbuch veröffentlicht jedes Landes-WIFI sein gesamtes Angebot. Die WIFI-Kursbücher erscheinen in einer Auflage von 500.000 Exemplaren.
Verwendete Werbe-Slogans:
- 1966: „Berufs Erfolg = WIFI Kurse“
- 1971: „WIFI - Das neue Lernen“
- 1983: „WIFI bedeutet Vorsprung“
- 1995: „WIFI - Ihr Kurs steigt“
- 2004: „WIFI - Jetzt will ich's wissen“
- 2008: „WIFI. Wissen ist für immer.“[7]
- 2017: "WIFI. Lern' dich weiter."[8]
- 2023: "WIFI. Bleib neugierig."[9]

Die Bekanntheit der Marke WIFI liegt bei 94 % in Österreich, wie eine Studie des Marktforschungsinstituts Gallup/Karmasin 2009 bescheinigt.

## Organisation
Die Wirtschaftsförderungsinstitute der Länder sind unmittelbar der jeweiligen Kammeramtsdirektion zugeordnet, haben aber eine weitgehend innere Autonomie bei der Planung ihrer Aktivitäten.
Zusätzlich ist vom Vorstand der Bundeswirtschaftskammer ein Kuratorium zu bestellen, das das Wirtschaftsförderungsinstitut bei verschiedenen Maßnahmen berät.
Das WIFI Österreich ist die Dach-Organisation der 9 Landes-WIFIs. Es betreut Unternehmen, Österreichs Arbeitnehmer und alle, die Lebenslanges Lernen praktizieren. Es wird in vier Teams gearbeitet:
- WIFI Learning Management & Services: Entwicklungs- und Koordinationsabteilung für alle WIFIs. Entwicklung neuer Bildungsprodukte.
- WIFI Marketing und Kommunikation: Marketing- und Kommunikationsmaßnahmen für den WIFI-Verbund.
- WIFI International: Drehscheibe für die Internationalisierung der WIFI-Services, Entwicklung von Seminaren und Management-Lehrgängen weltweit.
- WIFI Zertifizierungsstelle: Die WIFI Zertifizierungsstelle ist ein neutrales und unabhängiges Prüfungskompetenzzentrum der Wirtschaftskammer

### WIFI-Zertifizierungsstelle
Die WIFI-Zertifizierungsstelle ist als Personenzertifizierungsstelle der Wirtschaftskammer Österreich eingerichtet und durch das damalige BMWA akkreditiert. Damit wurde ihr bescheinigt, dass sie Zertifizierungen von Personen mit hoher Zuverlässigkeit und Qualität durchführen darf. Somit ist auch die internationale Anerkennung von Zertifikaten gesichert. Das Zertifizierungssystem wurde nach den Kriterien des Österreichischen Akkreditierungsgesetzes eingerichtet und entspricht den Anforderungen der ÖNORM EN ISO/IEC 17024 an Personenzertifizierungsstellen. Derzeit gibt es 28 verschiedene Zertifizierungsprogramme am WIFI.

### WIFI International
Über WIFI International werden österreichische Bildungsstandards exportiert: WIFI ist in mehr als 10 CEE/SEE-Ländern, GUS-Staaten, China, Nordafrika und im Nahen Osten aktiv und bietet gemeinsam mit lokalen Partnern organisierte Managementlehrgängen auf dem Westbalkan an.
- WIFI International unterstützt österreichische Unternehmen in CEE/SEE vor Ort bei der Höherqualifizierung ihrer Mitarbeiter mit österreichischem Bildungs-Know-how in der lokalen Sprache.
- WIFI International vernetzt Unternehmen der österreichischen Wirtschaft mit Unternehmern und Führungskräften lokaler KMUs aus der Westbalkan-Region und der Ukraine über praxisorientierte Trainingsangebote zum Thema Export. WIFI International agiert dabei als Türöffner für internationale Zusammenarbeit und fördert Wirtschaftsbeziehungen.
- WIFI International beteiligt sich laufend an EU-Programmen. Dabei stehen die Modernisierung der Berufsbildung und die Förderung des Erwerbs branchenspezifischer Fertigkeiten für zukünftige Fachkräfte im Mittelpunkt.